# Дамга
Дамга (Дамка), известен и като Вазов връх, е с надморска височина 2669 m. Намира в Северозападна Рила и дава името на Дамгския дял от тази част на планината.
Връх Дамга е главен орографски възел на Северозападна Рила. Чрез него се осъществява връзката между Мальовишкото и Отовишкото било, а непряко – чрез късия хребет Пазардеренски рид, който тръгва на запад – между тях и Калинското било.
През връх Дамга минава главният вододел на Балканския полуостров, продължаващ на север през връх Харамията и по хребета между р. Джерман и р. Черни (Прави Искър) отива към Лакатишка Рила и Клисурската седловина.
Върхът има внушителен масив с предимно купенообразни очертания. Той доминира западните части на Урдиния циркус, където склоновете му са стръмни и скалисти. На запад склоновете на върха се спускат плавно към тревистите гънки на заравненостите Малко и Голямо Пазардере.

## Име
За името на върха има две предположения. Едното е свързано с граничния камък (дамга), който бил поставен на южния му склон, за да показва границата на землището на Рилския манастир. Другото е свързано с дамгосването на овце в близкото Пазардере, където ставал пазар на добитък и продадените животни ги бележели („дамгосвали“).

## Туристически маршрути
През връх Дамга минава зимната пътека от х. Мальовица за х. Иван Вазов, а лятната пътека подсича връхната точка, като след Раздела може да се продължи и към Седемте езера. При зимни условия трябва да се има предвид, че над Урдиния циркус се образуват големи снежни козирки.
През югозападните склонове на върха минава лятната пътека от х. Седемте езера за Рилския манастир. На около 4 часа пеша северно е хижа Седемте езера, на 1 час път западно е хижа Иван Вазов. Билните пътеки са с червена маркировка.